# نيكو هيلمنغر
نيكو هيلمنغر Nico Helminger (ولد عام 1953) أديب لوكسمبورغي، كتب الشعر والرواية والمسرحية. حصل في عام 2008 على جائزة باتي فيبر لعمله الأدبي.
ولد في يوليو 1953 في ديفردانج، وهو الشقيق الأكبر للكاتب غاي هيلمنغر. درس اللغات الرومانسية والدراما في لوكسمبورغ وزاربروكن وفيينا وبرلين. وفي عام 1980 رحل إلى باريس حيث درس اللغة الألمانية والتاريخ. ثم أصبح كاتبا مستقلا عام 1984 في ميونخ وهايدلبرغ. واستقر في عام 1999 في إيش سور ألزيت.
كتب مسرحيات اجتماعية مثل مسرحية «مس مانيت» عالج فيها المشاكل النفسية والاجتماعية في المنطقة الصناعية الغربية في لوكسمبورغ. وكان ينسب المشاكل تلك إلى نتائج الحرب العالمية الثانية وقوة وسائل الإعلام.